# Рохус фон Лілієнкрон
Рохус Вільґельм Трауґотт Генріх Фердінанд Фраєрр фон Лілієнкрон (8 грудня 1820, Плен — 5 березня 1912, Кобленц) — германіст та історик, відомий своєю збіркою німецьких фолькслідерів (народні пісні), виданою в п'яти томах у 1865—1869 рр., і як редактор біографічної довідкової праці Загальна німецька біографія (ADB), опублікованої в 1875—1912 рр.
Він вивчав теологію та східні мови в Кільському університеті, право та історію в Берлінському університеті, потім повернувся до Кіля, де вивчав німецьку філологію у Карла Мюлленґофа. У 1846 році він отримав докторський ступінь, захистивши дисертацію про мінезанг Niedhart фон Reuenthal 's Höfische Dorfpoesie. У 1850—1851 він працював на катедрою скандинавських мов у Кілі, а в 1852 році був призначений доцентом німецької літератури в Єнському університеті.
У 1869 році він приєднався до редакції Allgemeine Deutsche Biographie від імені історичної комісії Королівської Баварської академії наук. З 1875 по 1912 рік було видано 56 томів ADB. З 1900 по 1912 рік він працював головою прусської Музичної комісії . Під його головуванням комісія оприлюднила 42 томи денкмялерської німецької мови «Тонкунст» («Пам'ятники німецького музичного мистецтва»).